# 水寨乡 (叶县)
水寨乡，是中华人民共和国河南省平顶山市叶县下辖的一个乡镇级行政单位。

## 行政区划
水寨乡下辖以下地区：
夸子营村、水寨村、留侯店村、伍刘村、灰河郭庄村、董刘村、东屈庄村、桃奉宋村、桃奉村、南坡王村、东盆王村、孤佛寺李庄村、黄庄村、张侯庄村、河北赵庄村、只吴村、余寨村、杜楼村、关庙沟村、高庄村、军王村、后白观村、前白观村、老街村、蒋李村、霍姚村、关庙李村、丁华村、小庄王村、太康寨村、徐王村、蔡寺村和天边徐村。